# Almazen
L'Almazen va ser un espai cultural del barri del Raval de Barcelona en actiu des de 2001. Estava dedicat a la creació i la difusió de les arts a l'espai públic, la promoció artística i cultural, l'exhibició escènica i la formació, sobretot en l'àmbit del clown contemporani i la narració oral. La Ciutat de les Paraules, fundada el 1998 i dedicada a l'art al carrer, té com a seu aquest espai des de l'any 2000.

## Història
Malgrat que l'any 2002 Roger Bernat ja va presentar a l'Almazen un dels sis espectacles del cicle Bona gent, no es fins al novembre del 2005, amb la representació de Diari d'un boig, de Fermí Reixach, que l'espai s'incorpora d'una manera més regular a la cartellera de sales de petit format de Barcelona.
L'Almazen ha acollit instal·lacions, ha programat cinema d'animació d'autor i cinema al carrer, narració oral i spoken word. Pel que fa a les arts escèniques, a l'espai ha tingut una presència continuada l'exhibició i la formació entorn del clown. Els tallers han tingut professors com Laura Hertz, Jango Edwards, Christian Atanasiu, Pepa Plana i Jesús Jara, entre d'altres.
L'espai es va veure obligat a tancar les portes al públic amb l'aplicació de les mesures restrictives arran de la pandèmia de COVID-19 el març de 2020. Des de llavors, no s'han tornat a programar espectacles en l'espai.

## Espai
Sembla que on es va situar l'Almazen originàriament hi havia una masia, que amb el temps va passar a funcionar com a garatge de carruatges. D'aquella època la planta baixa de l'edifici conserva una estructura de tres naus, cadascuna compartimentada amb murs, on són visibles els arcs originals. El 1863 s'aixecà un edifici d'habitatges sobre la planta baixa. El darrer ús de l'espai abans de l'activitat escènica va ser el de magatzem de sabatilles. L'espai de l'escenari de l'Almazen queda inscrit entre quatre pilars. Amb un aforament d'entorn les cent localitats, la configuració escènica més habitual a l'Almazen situa el públic en tres dels costats de la sala, en unes estructures de grades. Alguns elements de la sala es van reciclar de l'antic Teatre Lliure de Gràcia. L'Almazen constava també d'un petit bar i d'un espai de botiga i galeria d'art.